# (1685) Toro
(1685) Toro ist ein Planetoid vom Apollo-Typ.
Der erdnahe Asteroid wurde am 17. Juli 1948 von Carl A. Wirtanen am Lick-Observatorium auf dem Mount Hamilton entdeckt. Toro ist benannt nach dem Geburtsnamen der Ehefrau (Betulia Toro) von Samuel Herrick, einem US-amerikanischen Ingenieur und Astronomen, der die Bahn dieses Asteroiden studierte.
Toro bewegt sich zwischen 0,7712 AU (Perihel) und 1,9630 AU (Aphel) in rund 1,6 Jahren um die Sonne. Die Bahn ist 9,377° gegen die Ekliptik geneigt, die Bahnexzentrizität beträgt 0,4359.
Toro befindet sich in einem interessanten Orbit in einer 8:5-Resonanz mit der Erde einerseits und einer 13:5-Resonanz mit der Venus andererseits. Seine Bahn führt ihn alle acht Jahre nahe an die Erde heran. Die nächsten Begegnungen sind am 20. Jan 2032, 21. Jan 2040 und 23. Jan 2048 jeweils im Abstand von rund 20 Mio. km.
Toro ist als S-Typ klassifiziert und rotiert in 10,196 Stunden um die eigene Achse. Die Albedo seiner Oberfläche beträgt 0,31 und sein Durchmesser wird auf circa 3 Kilometer geschätzt.